# Makary (biskup Asz-Szarkijji)
Makary (ur. 11 listopada 1961) – duchowny Koptyjskiego Kościoła Ortodoksyjnego, od 2013 biskup pomocniczy Asz-Szarkijji.

## Życiorys
16 listopada 1996 złożył śluby zakonne. Święcenia kapłańskie przyjął 18 listopada 2001. Sakrę biskupią otrzymał 10 marca 2013.